# Dorygnathus
Il dorignato (gen. Dorygnathus) è un rettile volante estinto appartenente agli pterosauri, vissuto nel Giurassico inferiore (circa 190 milioni di anni fa). I suoi resti sono stati ritrovati in Germania.

## Descrizione

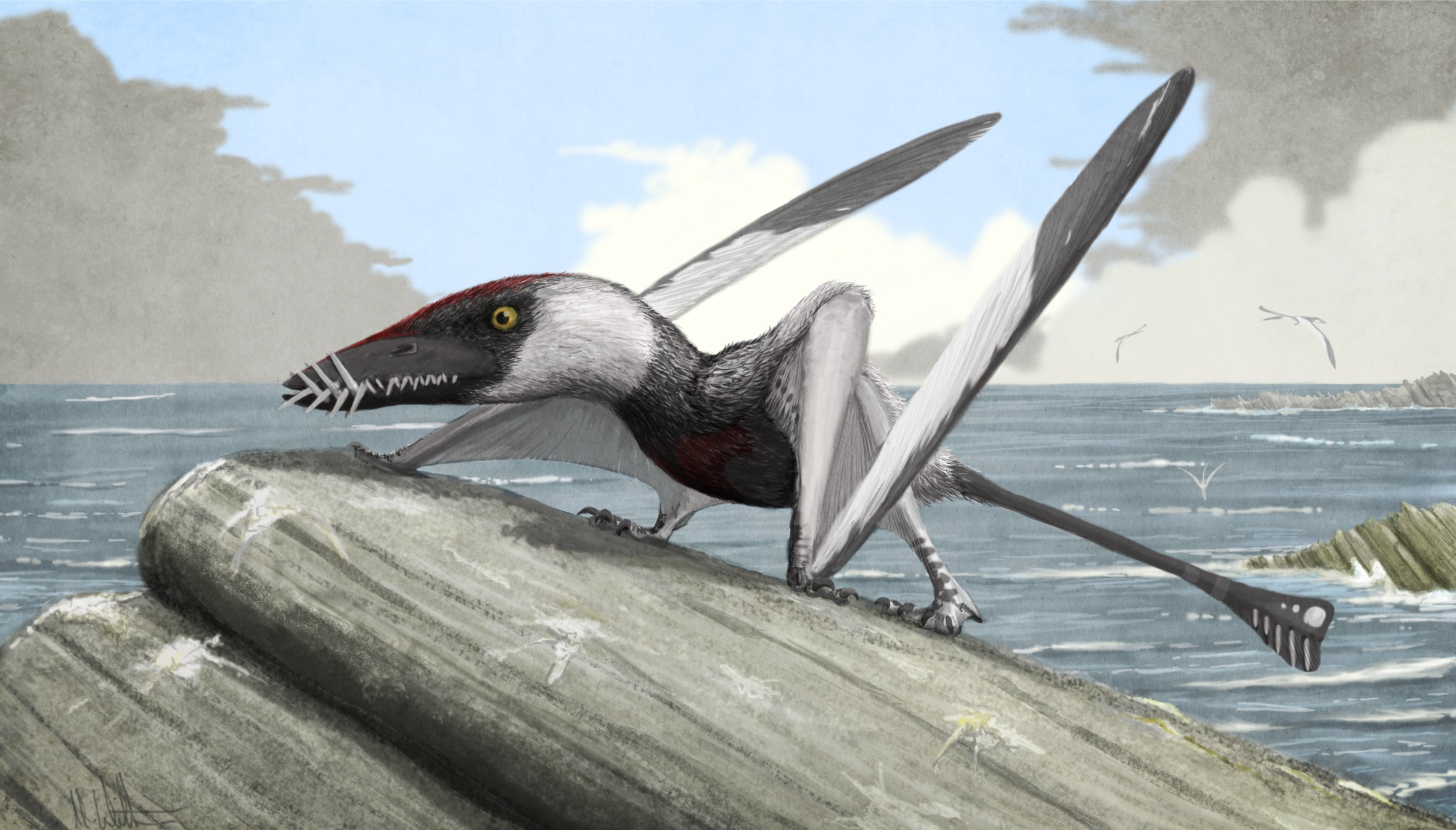
Ricostruzione di Dorygnathus

L'apertura alare di questo animale raggiungeva il metro, ed era nella media degli pterosauri giurassici. Lo sterno del dorignato non era particolarmente sviluppato, a indicare che probabilmente i muscoli adatti al volo erano relativamente ridotti. Il cranio era dotato di grandi aperture, così da alleggerirlo, e di fauci dalla dentatura notevole. Anteriormente erano presenti lunghi denti acuminati, che sporgevano quando la bocca era chiusa e si intersecavano fra di loro (il nome Dorygnathus significa appunto “mascella con lance”). I denti successivi erano molto più corti e simili a triangoli appuntiti. Questa condizione di dentatura diversificata è comune nei mammiferi ma rara nei rettili, ed è nota come eterodonzia. Il quinto dito delle zampe posteriori era insolitamente allungato, e forse reggeva un lembo di pelle, analogo a quelli presenti tra le dita dell'ala e le ossa pteroidi.

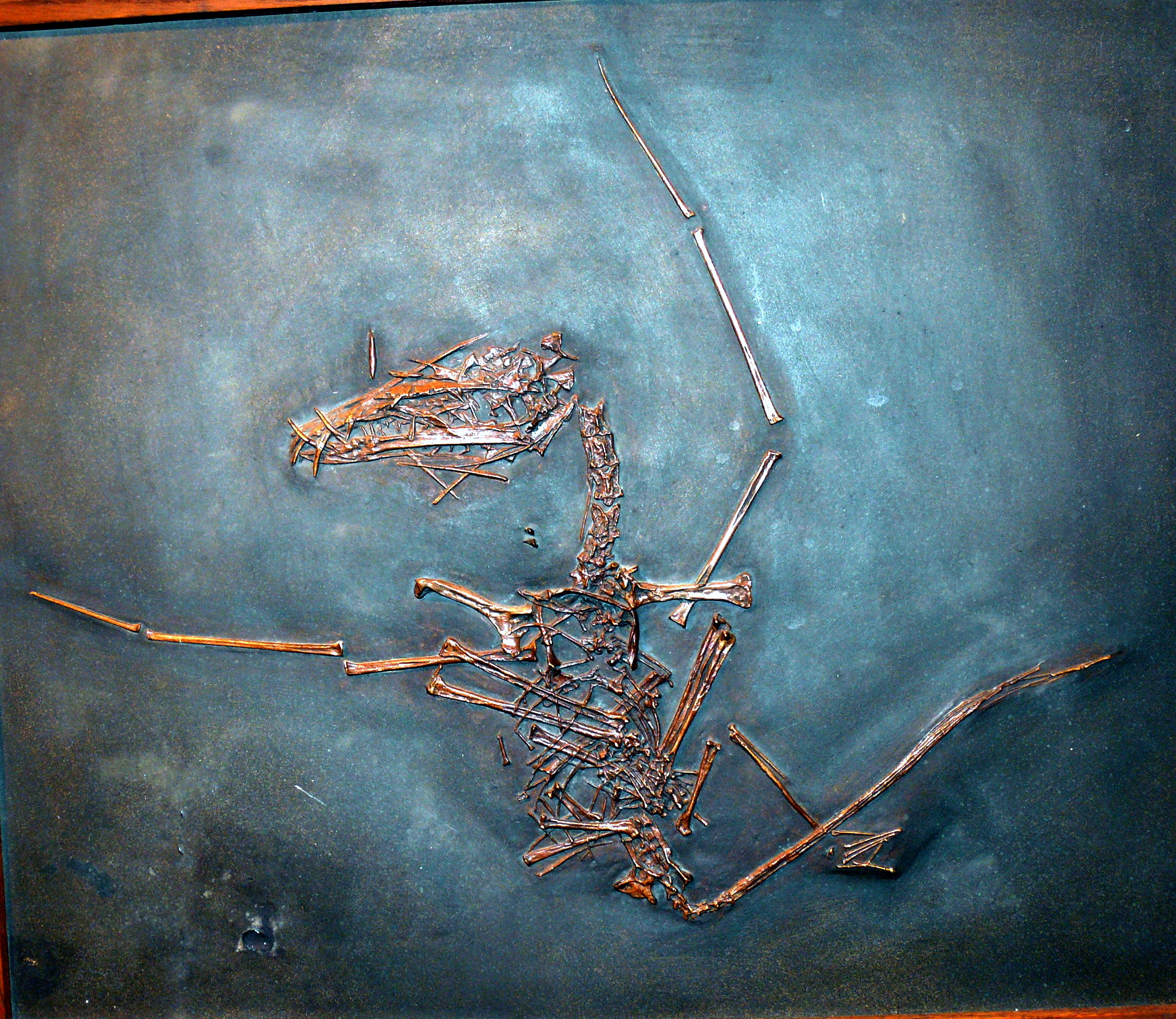
Scheletro di Dorygnathus banthensis

## Classificazione
Il dorignato è considerato un tipico rappresentante dei ranforincoidi, un gruppo di pterosauri primitivi sviluppatosi nel Triassico ed ampliatosi nel corso del Giurassico; in particolare, questo animale è ritenuto affine al ben noto Rhamphorhynchus del Giurassico superiore. I primi fossili di questo animale furono ritrovati nel 1830 ma furono descritti solo trent'anni dopo, nel 1860, e identificati correttamente come appartenenti a una nuova specie di pterosauro. Di Dorygnathus si conoscono due specie: Dorygnathus banthensis, la specie tipo, e D. mistelgauensis.

## Stile di vita
È probabile che il dorignato vivesse nei pressi di lagune o di acque costiere e basse, dove poteva catturare i pesci volando a pelo d'acqua grazie ai lunghi denti acuminati, che impedivano poi alla preda di scivolare. Nello stesso ambiente viveva un altro pterosauro, Campylognathoides.